# Пекович, Митар
Ми́тар Пе́кович (серб. Mitar Peković / Митар Пековић, 28 сентября 1981, Бачка-Топола, СФРЮ) — сербский футболист, защитник.

## Футбольная карьера
Воспитанник клуба АИК. Выступал за команды «Кабел», «Зета». В 2004 уехал в Польшу, где играл за «Вислу» из Плоцка, в которой провёл три сезона и добился с ней наивысших успехов, выиграв Кубок и Суперкубок Польши в 2006 году. По приезде на родину играл в клубе «Чукарички» и в «Войводине». В январе 2010 подписал трёхлетний контракт с российским клубом «Анжи» из Махачкалы.

## Достижения
- «Висла» (Плоцк)
  - Обладатель Кубка Польши: 2005/06
  - Обладатель Суперкубка Польши: 2006
- «Будучность» (Подгорица)
- Обладатель Кубка Черногории: 2013